# Yamaha YBR 125
La YBR 125 est un modèle de motocyclette, de type roadster de Yamaha.

## Historique
Remplaçant la Yamaha 125 SR, la YBR apparaît en 2004. Elle reprend le concept de moto facile à prendre en main grâce à une faible hauteur de selle, à la simplicité mécanique avec un moteur simple mais efficace.
Le petit monocylindre est alimenté par carburateur, mais répond aux normes anti-pollution Euro 2.
Contrairement à sa devancière, le démarrage peut se faire avec le démarreur électrique ou avec le kick-starter.
L'instrumentation se compose d'une jauge à essence, d'un compteur journalier, et d'un compte-tours. Le blocage de direction est désormais couplé avec le contacteur général.
Elle est disponible en bleu, gris, noir ou rouge.

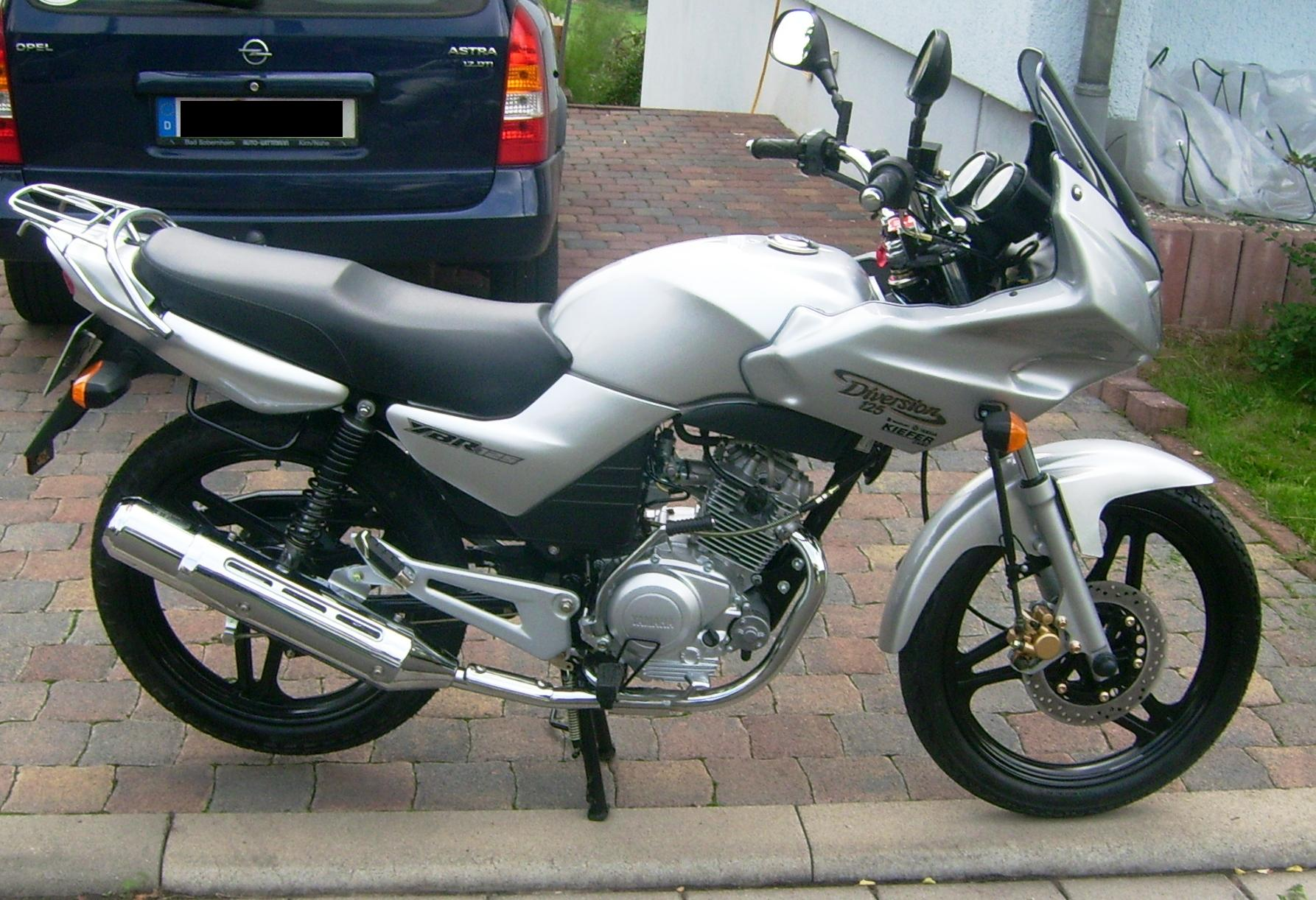
125 YBR Diversion

En 2006, une version appelée Diversion se pare d'un carénage tête de fourche, améliorant la protection.
Le modèle 2007 hérite de nouvelles jantes équipées de pneu tubeless, de l'injection électronique ainsi que d'un pot catalytique afin d'être compatible avec les nouvelles normes Euro 3.
Pour 2008, Yamaha propose une déclinaison custom de la 125 YBR. Les jantes sont en alliage d'aluminium à neuf branches et plus fines, la hauteur de selle descend de 20 mm. Elle se pare de chrome sur l'échappement, les instruments, les amortisseurs arrière et les poignées passager. Elle hérite de deux fausses écopes de refroidissement, aspect chromées(plastiques), de part et d'autre du réservoir qui change de forme mais conserve sa capacité de 12 litres.
Depuis 2010, la YBR a perdu son kick de démarrage. Il est présent sur les modèles vendus en 2016.
En 2014, une nouvelle version est proposée. Si la version 2014 conserve l'essentiel des versions précédentes, elle offre un nouveau phare avant (fini le phare rond, il est plus anguleux) ainsi que des écopes latérales aux arêtes plus vives .
De fait, il existe de nombreux millésimes différents (2005, 2006n 2009, 2010, 2011, 2012, 2013, 2014) avec de très légères différences .
En 2017, elle est remplacée par le nouveau modèle Yamaha YS 125, qui elle, est aux normes Euro 4.